# Youssouf Oumarou
Youssouf Oumarou (Niamey, 16 de febrero de 1993) es un futbolista nigerino que juega en la demarcación de centrocampista para el Al-Karma S. C. de la Liga Premier de Irak.

## Selección nacional
El 27 de julio de 2013 hizo su debut con la selección de fútbol de Níger en un encuentro de clasificación para el Campeonato Africano de Naciones de 2014 contra Burkina Faso que finalizó con un resultado de 1-0 a favor del combinado nigerino tras un gol de Souleymane Dela Sacko.

## Clubes
| Club               | País            | Año       | Partidos | Goles |
| ------------------ | --------------- | --------- | -------- | ----- |
| Sahel SC           | Níger           | 2012-2013 |          |       |
| AS FAN             | Níger           | 2013-2015 |          |       |
| US Bitam           | Gabón           | 2015      |          |       |
| AS FAN             | Níger           | 2016-2017 | 2        | 1     |
| MC Oujda           | Marruecos       | 2017-2018 |          |       |
| KAC Kénitra        | Marruecos       | 2018-2019 | 1        | 1     |
| US GN              | Níger           | 2019-2020 |          |       |
| FC San-Pédro       | Costa de Marfil | 2020-2021 | 2        | 0     |
| U. S. Monastir     | Túnez           | 2021-2023 | 45       | 12    |
| Espérance de Tunis | Túnez           | 2023-2024 | 10       | 2     |
| Stade Tunisien     | Túnez           | 2024-2025 | 24       | 9     |
| Al-Karma S. C.     | Irak            | 2025-     |          |       |